# Gare de Doncaster
La gare de Doncaster est une gare ferroviaire desservant la ville de Doncaster au Royaume-Uni. C'est un nœud ferroviaire important entre la East Coast Main Line et la Cross Country Route, ainsi que des lignes locales du nord de l'Angleterre.

## Histoire
La gare ferroviaire a été construite en 1849, replaçant la structure temporaire construite un an plus tôt. Elle a été reconstruite dans sa forme actuelle en 1938.